# H. L. A. Hart
Herbert Lionel Adolphus Hart, navadno naveden kot H. L. A. Hart, britanski pravni filozof, * 18. julij 1907, Harrogate, Združeno kraljestvo, † 19. december 1992, Oxford, Združeno kraljestvo. 
Bil je profesor prava na Univerzi v Oxfordu in ravnatelj Kolidža Brasenose, Oxford. Njegovo najbolj znano delo je Koncept prava (The Concept of Law, 1961, 3. izdaja, 2012). Velja za enega od svetovno znanih pravnih filozofov v 20. stoletju poleg Hansa Kelsena.

## Življenjepis
H. L. A. Hart se je rodil leta 1907, očetu Rose Samson Hartu in Simeon Hart, v Harrogatu v grofiji grofija North Yorkshire v Angliji, kamor se je s starši preselil iz East Enda v Londonu. Njegov oče je bil uspešen judovski krojač nemškega in poljskega izvora; njegova mati pa je bila hči uspešnih prodajalcev z oblačili. Imel je še starejšega brata Alberta in mlajšo sestro Sybil. Obiskoval je Chaltenham College, Bradford Grammar School in New College, Oxford. Leta 1929 je dobil Congratulatory First v Classical Greats. Med letoma 1932 in 1940 je bil odvetnik v pisarni Chancery Bar. Bil je dober prijatelj Richarda Wilberforca, Douglasa Jaya in Cristopherja Coxa. Dobival je Harmsworth Scolarship to the Middle Temple in napisal literarne članke za časopis John O'London's Weekly. Med 2. svetovno vojno je Hart delal za MI5, ki se je ukvarjala z vohuni v Britaniji. Tam je obnovil prijateljstvo s filozofoma Gilbertom Rylom in Stuartom Hampshirom. Delal je tudi z Dickom Whitom, ki je kasneje postal vodja MI5 in kasneje MI6. Delal je na Bletchley Park kolidžu z matematikom Alanom Turingom. Po končani vojni v Evropi sta se Hart in White pridružila razpravi Hugha Trevor Roperja o Hitlerju. Trevor-Roperjev biografer je napisal, da bi morali začeti odpravo na iskanje Hitlerja. Hartovo vojno delo ga je občasno zaneslo v pisarne MI5 v palači Blenheim, kjer so prej bivali vojvode Marlborourški in kjer je bil rojen Winston Churchill. Nekako je imel dostop do branja dnevnikov Sarah Churchill, vojvodinje Marlborourške, žene Johna Churchilla, 1. vojvode Malbourškega (1650-1722) Hartov um in človeškost sta predstavljena, ko je čutil zadovoljstvo med branjem dnevnika, kjer je John prišel domov k Sarah po dolgem času. Hart se ni vrnil k pravu po vojni, ampak je postal učitelj filozofije v New College, Oxford. Hart navaja J.L. Austina kot pomembnega predstavnika tistega časa. Skupaj sta se tudi učila na seminarju Pravna in moralna odgovornost (Legal and Moral Responsibility). Med Hartovimi izdajami tistega časa so bili eseji Pravljica o logiki (A Logicians Fairytale), Ali obstaja znanje v spoznanju (Is There Knowledge by Acquaintance) in O odgovornosti in pravicah (The Ascription of Responsibility and Rights«. Leta 1952 je bil izvoljen kot Professor of Jurisprudence v Oxfordu. Bilo je poleti tega leta, ko je začel pisati njegovo najbolj znano knjigo Koncept prava. Pred objavo le-te je napisal tudi Vzročnost v pravu (Causation in the Law, 1959, s soavtorjem Tony Honorem). Bil je tudi predsednik Aristotelian Society od 1959 do 1960. Poročil se je z Jenifer Fischer Williams, javno uslužbenko v Home Office in Oxford historian v St Anne's College (ustanovi specializirani za zgodovino policije). Imela sta 4 otroke, med njimi tudi sina, ki je bil mentalno prizadet.

## Vpliv
Hart je bil, že kot rečeno pravni filozof. V Angliji, kjer je deloval je veliko časa posvetil tamkajšnjemu pravnemu sistemu. Hartova metoda je vsebovala skrbno analizo analitične filozofije 20. stoletja skupaj s tradicijo sodne prakse Jeremya Benthama, enega največjih angleških pravnih, političnih in moralnih filozofov. Hartovo razumevanje prava je zelo sorodno s teorijo, ki je formuliral avstrijski pravni filozof Hans Kelsen, čeprav je Hart zavrnil številne posebnosti Kelsenove teorije. Hart je zagovarjal angleško verzijo pozitivnega prava, ki je v nasprotju s kontinentalnim. Glavni zagovornik slednjega v tistem času pa je bil prav Hans Kelsen. Hart je s svojo verzijo angleškega pozitivnega prava močno vplival na uporabo metod v pravni filozofiji v angleško govorečem delu sveta. Svoje ideje, svoj koncept je Hart zapisal v njegovem največjem in najbolj znanem delu, v Konceptu prava. Delo je bilo prvič objavljeno leta 1961, druge izdaja, z nekaj dodatki, pa je bila objavljena leta 1994. Knjiga je vključevala ideje iz niza predavanj, ki jih je Hart podajal od leta 1952. Koncept prava je razvil kompleksen pogled na pravni pozitivizem. Natančneje delo opisuje oz. analizira odnos med pravom, prisilo in moralo. Gre za poskus razjasnjenja vprašanja, ali so lahko vsi zakoni pravilno formulirani, ali kot prisilni ukazi, ali kot moralni ukazi. Hart pravi, da ni logične nujne povezave med pravom in prisilo, ali med pravom in moralo. Pravi, da je razvrstitev oz. dojemanje vseh zakonov kot da so, ali prisilni ukazi ali moralni ukazi, preveč poenostavljeno razmerje med pravom, prisilo in moralo. Trdi, da opisati vse zakone, kot da so prisilni naročila oz. ukazi, lahko pomeni razvrednotenje namena oz. funkcije nekaterih zakonov ter nerazumevanje njihove vsebine. V večini so  Hartovi učenci postali pomembni pravni, moralni in političmi filozofi. Na primer Brian Barry, John Finnis, John Gardner, Kent Greenawalt, Neil MacCormick, William Twining, Chin Liew Ten, Joseph Raz in [[Ronald Dworkingg. Hart je imel tudi močan vpliv na John Rawlsa v 50. letih, ko je Rawls obiskoval Oxford po končani diplomi. H.L.A Hart je močno vplival na pravi sistem, predvsem s svojimi deli in na splošno s svojim delovanjem, kot eden najpomembnejših pravnih filozofov.

## Dela
- "The Ascription of Responsibility and Rights". Proceedings of the Aristotelian Society (1949)
- Definition and Theory in Jurisprudence (1953)
- Causation in the Law (with Tony Honoré) (1959)
- The Concept of Law, Oxford: Oxford University Press (1961) (Koncept prava)
- Law, Liberty and Morality (1963)
- The Morality of the Criminal Law (1964)
- Punishment and Responsibility (1968)
- Essays on Bentham: Studies in Jurisprudence and Political Theory (1982)
- Essays in Jurisprudence and Philosophy (1983)